# Joséphine Nicoli
Ne doit pas être confondu avec Joséphine Nicoli "La Quique".
Pour les articles homonymes, voir Nicoli.
Joséphine Nicoli (Casatisma, 18 novembre 1863- Cagliari, 31 décembre 1924) est une fille de la charité italienne vénérée comme bienheureuse par l'Église catholique. Elle est commémorée le 31 décembre selon le Martyrologe romain et le 3 février (jour de sa béatification) par les Filles de la Charité.

## Biographie
Joséphine naît en 1863 en Lombardie, dans une famille profondément religieuse. Après ses études, elle obtient un diplôme d'institutrice, avant de percevoir son désir de vie religieuse. En 1883, elle entre chez les Filles de la charité à Turin.
En 1885, elle est envoyée en Sardaigne, à Cagliari, afin de s'occuper des plus nécessiteux. Se distinguant des autres religieuses par ses qualités humaines et spirituelles, elle devient la supérieure de la communauté. Elle se dévoue sans arrêt aux enfants pauvres, fait le catéchisme et soigne les malades. Sœur Giuseppina s'attire la sympathie de la population, qui lui reconnaît sa profondeur spirituelle et son sens du service. Durant la Première Guerre mondiale, elle vient en aide aux blessés et ne cesse de réconforter les familles des victimes.
Elle meurt le 31 décembre 1924, après avoir « vécu fidèlement le charisme spirituel de saint Vincent de Paul durant toute sa vie religieuse », comme le dira le cardinal José Saraiva Martins lors de sa béatification.

## Béatification et canonisation
- 1966 : ouverture de la cause en béatification et canonisation
- 28 avril 2006 : le pape Benoît XVI lui attribue le titre de vénérable
- 3 février 2008 : béatification célébrée dans la Basilique Notre-Dame de Bonaria à Cagliari, par le cardinal José Saraiva Martins représentant Benoît XVI[1].
- Fête liturgique fixée au 31 décembre[1] et le 3 février (jour de sa béatification) par les Filles de la Charité[2].